# Geotrygon purpurata
La paloma perdiz purpúrea o paloma perdiz coroniazul (Geotrygon purpurata) es una especie de ave columbiforme de la familia Columbidae propia de Suramérica. Anteriormente se consideraba una subespecie de la paloma perdiz zafirina (Geotrygon saphirina) pero en la actualidad se considera una especie separada.

## Distribución y hábitat
Se distribuye en los bosques húmedos, desde los farallones del Citará en el noroeste de Colombia, a través de la cordillera occidental, hasta Mache-Chindul y los Pichinchas en el extremo noroeste de Ecuador.